# Ivanka Trump
Pour les articles homonymes, voir Trump.
Ivana Marie Trump, dite Ivanka Trump, née le 30 octobre 1981 à Manhattan (New York), est une femme d'affaires, femme politique et ancien mannequin américaine.
Elle est la fille de Donald Trump, 45e et 47e président des États-Unis, et de sa première épouse, Ivana. Elle est vice-présidente du département « développement et acquisitions » de la Trump Organization.
Après avoir activement participé à la campagne politique de son père pour l'élection présidentielle de 2016, elle travaille à la Maison-Blanche de 2017 à 2021, pendant la première présidence de celui-ci.

## Famille

### Origines et naissance
Fille du magnat américain Donald Trump et de sa première épouse, Ivana Zelníčková, Ivanka Trump est née à Manhattan, dans l'État de New York, le 30 octobre 1981. Ses parents divorcent en 1991, alors qu'elle a neuf ans. Elle a deux frères, Donald Jr. et Eric, une demi-sœur, Tiffany, et un demi-frère, Barron,.

### Mariage

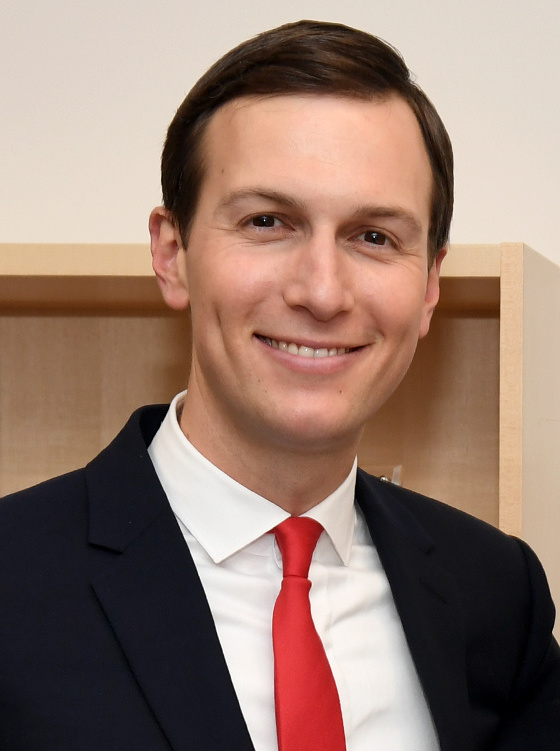
Jared Kushner, époux d'Ivanka Trump (2018).

Pendant ses études, elle a une relation de près de quatre ans avec Greg Hersch, un banquier d'investissement chez Salomon Brothers, Bear Stearns et UBS,. De 2001 à 2005, elle fréquente James « Bingo » Gubelmann,.
En 2005, elle a une relation avec le promoteur immobilier Jared Kushner. Le couple rompt, en 2008, en raison de l'opposition des parents de Jared Kushner. Ils renouent lorsque Ivanka Trump se convertit au judaïsme et le couple se marie lors d'une cérémonie juive le 25 octobre 2009. Ivanka Trump et Jared Kushner ont trois enfants : une fille Arabella Rose Kushner née le 17 juillet 2011, et deux garçons Joseph Frederick Kushner né le 14 octobre 2013 et Theodore James Kushner né le 27 mars 2016. En janvier 2017, Jared Kushner est nommé par Donald Trump Haut conseiller du président des États-Unis.

### Vie familiale
Elle a des liens d'amitié avec Chelsea Clinton, la fille d'Hillary Clinton, la principale adversaire de Donald Trump lors de l'élection présidentielle américaine de 2016. Chelsea Clinton dit à son propos : « There's nothing skin-deep about Ivanka. And I think that's a real tribute to her because certainly anyone as gorgeous as she is could have probably gone quite far being skin-deep. ». Son cercle d'amis comprend également Georgina Bloomberg (en), la fille de Michael Bloomberg, l'ancien maire de New York.
Ivanka Trump est étroitement liée à son père, qui a publiquement exprimé à de nombreuses occasions son admiration pour sa fille,. Ivanka fait également l'éloge de son père, vante ses talents de meneur d'hommes et affirme que leur interaction mutuelle contribue à augmenter le potentiel de chacun.
Ivanka Trump a été élevée dans le culte presbytérien. Avant son mariage, en juillet 2009, et après avoir étudié à l'école orthodoxe moderne Ramaz School (en) avec le rabbin Elie Weinstock, elle se convertit au judaïsme auprès du rabbin Haskel Lookstein (en) qui officie lors de son mariage,,,, et adopte le prénom hébreu de Yaël. Elle décrit sa conversion comme un « voyage extraordinaire et beau », et précise que son père l'a soutenue dès le début, en raison de son[Qui ?] respect pour le judaïsme. Pratiquante, elle dit respecter le Shabbat et l’alimentation casher et envoyer sa fille à la maternelle d'une école juive de New York,. Elle visite également l'Ohel, lieu de pèlerinage populaire, peu de temps avant l'élection de son père. Ivanka déménage à Washington D.C, avec son mari, le 20 janvier 2017.

## Formation
Ivanka suit des cours à l'école Chapin (en) à Manhattan jusqu'à l'âge de 15 ans, puis elle rejoint la Choate Rosemary Hall à Wallingford dans le Connecticut. Diplômée de l'école Choate, elle étudie à l'université de Georgetown durant deux ans. En 2004, elle est finalement diplômée de la Wharton School de l'université de Pennsylvanie, avec un baccalauréat universitaire,,.
Ivanka Trump parle anglais, pratique le français et possède des rudiments de tchèque,.

## Carrière professionnelle

### Dans les affaires

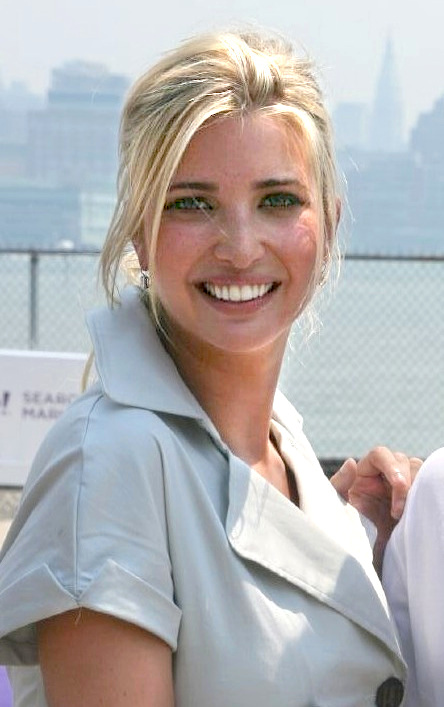
Ivanka Trump en 2007.

Avant de rejoindre l'entreprise familiale, Ivanka Trump travaille brièvement pour Forest City Enterprises (en). En 2007, elle s'associe à un diamantaire, Dynamic Diamond Corp. et crée Ivanka Trump Fine Jewelry, une ligne de bijoux en or et diamant vendue dans le premier magasin de vente au détail ouvert à cette occasion à Manhattan,. En novembre 2011, ce premier magasin déménage de Madison Avenue au 109 Mercer Street pour disposer d'un espace plus grand dans le quartier branché de SoHo,. Le 2 octobre 2015, le site de vente au détail racked.com indique que le magasin-phare d'Ivanka Trump sur Mercer Street est fermé, ne sachant pas exactement quand il a baissé son rideau. En octobre 2016, le site internet de la marque n'indique qu'un magasin, situé dans la Trump Tower ; la marque est également disponible dans des bijouteries à travers les États-Unis et le Canada, ainsi qu'au Bahreïn, au Koweït, au Qatar, en Arabie saoudite et aux Émirats arabes unis.
En 2009, Ivanka Trump publie un livre, The Trump Card : Playing to Win in Work and Life, donnant des conseils pour réussir dans les affaires sur la base de sa propre expérience et de celle acquise auprès de son père. Elle occupe les fonctions de vice-présidente et directrice générale du développement et des acquisitions dans l'organisation Trump,. Elle siège également au conseil d'administration de l'organisation 100 Women in Hedge Funds (en) qui offre un soutien aux femmes, professionnelles de la finance.

#### Marque Ivanka Trump
Ivanka Trump a également développé sa propre ligne d'articles de mode, vêtements, sacs à main, chaussures et accessoires, disponible dans les grands magasins américains.
Son entreprise a, entre autres, été accusée d'avoir plagié d'autres créateurs de mode,, ainsi que d'avoir utilisé de la fourrure de lapin dans certains de ses produits par la PETA et d'autres organisations des droits des animaux,.
En 2016, la Consumer Product Safety Commission a également rappelé des foulards de la marque Ivanka Trump, car ils ne répondaient pas aux normes fédérales d'inflammabilité,. Une analyse faite en 2016 révèle que la plupart des produits de sa ligne de mode sont fabriqués à l'extérieur des États-Unis.
En mai 2017, un militant de l'ONG China Labor Watch qui enquêtait sur des usines sous-traitant la production de la marque Ivanka Trump est arrêté et deux autres militants sont portés disparus. Les usines en question sont soupçonnées de pratiques portant atteinte aux travailleurs,,.
Ivanka Trump arrête finalement son activité dans le prêt-à-porter, à cause du conflit d'intérêts avec sa fonction auprès du président des États-Unis.

#### Répercussions de la présidence Trump
En 2017, à la suite de l'élection de son père Donald Trump comme président des États-Unis, une campagne de boycott est lancée à l'encontre des produits étiquetés Ivanka Trump, notamment par la chaîne de magasins Nordstrom,. En réaction, la conseillère de Donald Trump, Kellyanne Conway, appelle à la télévision à acheter des produits Ivanka Trump, engendrant des critiques et des accusations de conflits d'intérêts,.

### Dans le mannequinat

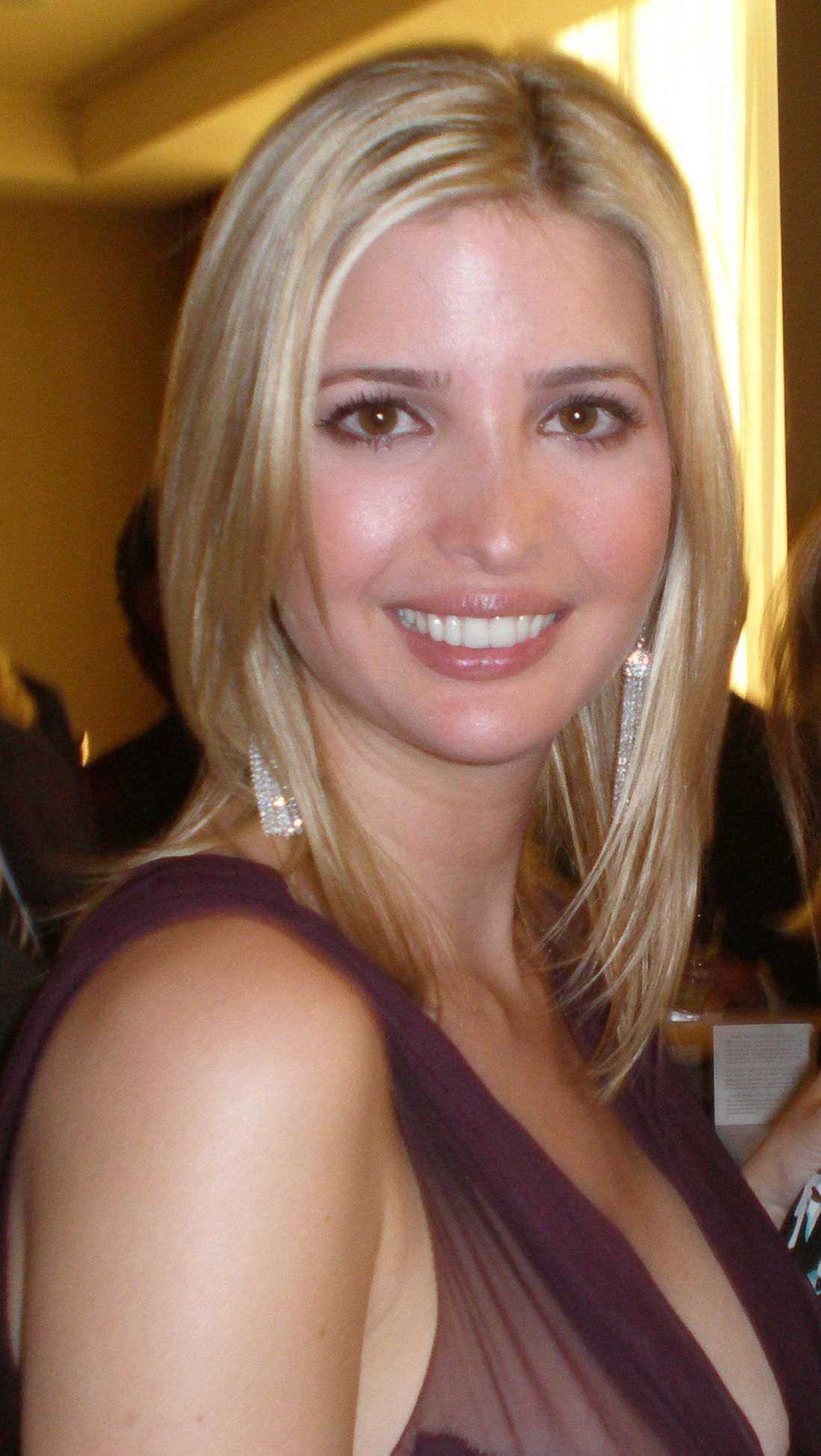
Ivanka Trump en 2008.

Ivanka Trump fait sa première couverture de magazine en 1997 pour le mensuel Seventeen. Elle effectue ensuite des défilés de mode pour Versace, Marc Bouwer (en) et Thierry Mugler et des campagnes publicitaires pour Tommy Hilfiger et Vidal Sassoon. En août 2006, puis en septembre 2007, elle est présente sur la couverture de Stuff. Elle fait également les couvertures de Forbes, Golf Magazine, Avenue (en), DT, Elle Mexico et Top Choice Magazine, et dans le numéro d'octobre 2007 du Harper's Bazaar. Elle a également figuré à plusieurs reprises dans le magazine Love FMD magazine,.
Elle obtient la 83e place en 2007 dans le classement Hot 100 du magazine Maximal. Elle est également classée 99e en 2007 et 84e en 2008 dans le Top 99 des femmes sur le site AskMen. Ivanka Trump dispose également d'une entrée dans la base professionnelle du mannequinat et des agences de mannequins, Fashion Model Directory (en).
Le Wharton Club de New York, un club d'anciens étudiants de la Wharton School de l'université de Pennsylvanie lui a décerné le Joseph Wharton Young Leadership Award en 2012 pour « […] un ancien élève de Wharton qui, au début de sa carrière, a fait preuve d'un grand potentiel de leadership et d'un impact durable » (« for being a Wharton alumnus who, early in her career, has demonstrated great potential for leadership and lasting impact »).

### À la télévision
En 2006, elle remplace Carolyn Kepcher (en) pour cinq épisodes de la cinquième saison de l'émission télévisée de son père The Apprentice (en). Trump collabore ensuite avec le gagnant de la saison 5 Sean Yazbeck (en) sur le projet du vainqueur, Trump SoHo Hotel-Condominium,. Elle remplace à nouveau Carolyn Kepcher en tant que juge dans la sixième saison de The Apprentice (en) et son itération The Celebrity Apprentice. Elle poursuit cette activité, apparaissant ensuite de manière récurrente dans le générique de l'émission avec son père et ses frères.
En 1997, elle commente le concours Miss Teen USA 1997 (en), qui est partiellement détenu par son père, Donald Trump. En 2003, elle apparaît dans Born Rich, un documentaire sur l'expérience de grandir parmi les familles les plus riches du monde. Elle participe à l'émission The Tonight Show with Jay Leno en avril 2006 et à Late Show with David Letterman en avril 2007. Ivanka Trump est juge invitée de la troisième saison de l'émission Projet haute couture, un concours de créateur de mode. En avril 2007, elle participe au Creating Wealth Summit à Milwaukee dans le Wisconsin. On lui propose de participer à l'émission The Bachelorette (en), mais elle décline l'offre. Le 25 octobre 2010, Ivanka et son mari, Jared Kushner, sont brièvement dépeints dans la saison 4, épisode 6 de Gossip Girl.

## Parcours politique

### Premiers engagements

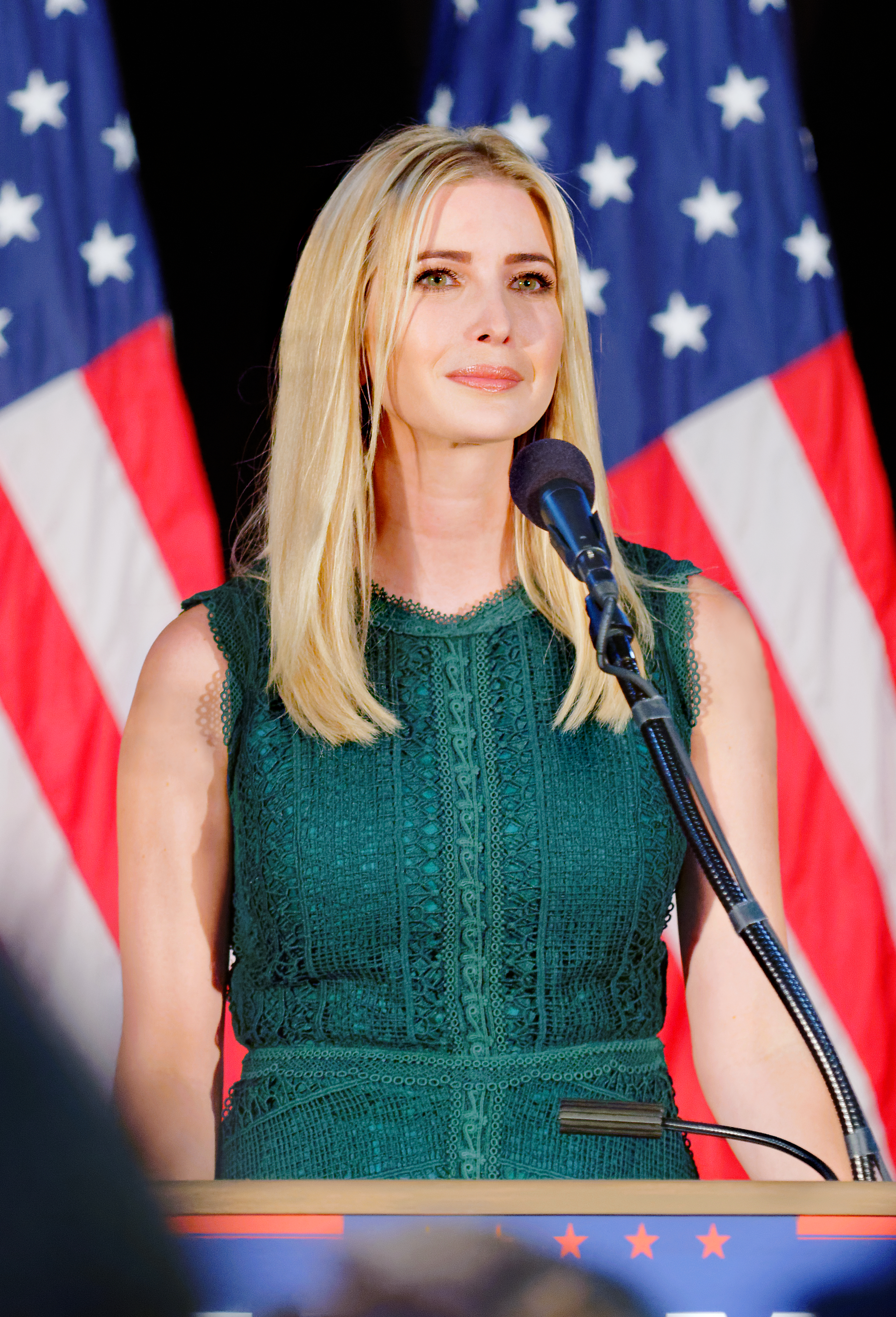
Ivanka Trump prononçant un discours à Ashton, en Pennsylvanie, le 13 septembre 2016.

Ivanka Trump affirme au sujet de ses opinions politiques qu'elle ne se considère pas catégoriquement comme républicaine ou démocrate. En 2007, elle fait don de 1 000 $ à la campagne présidentielle d'Hillary Clinton. En 2012, elle soutient la candidature de Mitt Romney à la présidentielle. En 2013, Ivanka et son mari organisent une collecte de fonds pour le démocrate Cory Booker. Le couple récolte plus de 40 000 $ pour sa campagne au Sénat des États-Unis. Elle affirme également son soutien à la cause des femmes et d'Israël.

### Primaires républicaines de 2016
En 2015, Ivanka approuve publiquement la campagne présidentielle de son père et s'implique dans cette dernière en faisant des apparitions publiques pour le soutenir et le défendre,,. Cependant, elle a admis des sentiments mitigés au sujet des ambitions présidentielles de son père, en disant : « As a citizen, I love what he’s doing. As a daughter, it’s obviously more complicated. ». En août 2015, Donald Trump déclare au sujet de sa fille qu'elle est sa principale conseillère sur les sujets de la santé et des femmes. En janvier 2016, Ivanka vante les mérites de son père dans une campagne publicitaire radiodiffusée dans les États de l'Iowa et le New Hampshire,. Elle apparaît à ses côtés à la suite des résultats dans les premiers États pour les primaires républicaines, et prend notamment la parole en Caroline du Sud,. Elle n'a pas été en mesure de voter pour son père pour la primaire à New York parce qu'elle a raté la date limite d'inscription des électeurs ; les indépendants n'étant pas autorisés à voter, elle aurait dû s'enregistrer en tant que républicaine en octobre 2015 au plus tard.

### Élection de Donald Trump
Après la victoire de son père à la primaire républicaine, Ivanka Trump participe à la Convention nationale républicaine de 2016 (en). Elle fait le discours d’introduction de Donald Trump à la Convention. La chanson Here Comes the Sun de George Harrison est notamment utilisée comme musique d'entrée, ce qui a déplu aux héritiers du musicien. Lors de ce discours, elle a déclaré que l'un des plus grands talents de son père est de voir le potentiel chez les gens et que son père rendra sa grandeur à l'Amérique. Certains commentateurs politiques ont cependant estimé que ses positions politiques étaient plus proches d'Hillary Clinton que de son père,. Après la victoire de Donald Trump, lorsque Nancy Pelosi, chef de file des démocrates à la Chambre des représentants, appelle le nouveau président, ce dernier lui passe sa fille Ivanka afin d'évoquer le sujet du congé parental d'éducation ; elle rencontre également Al Gore. Le 18 novembre 2016, elle participe à la rencontre entre le président élu et le Premier ministre japonais Shinzō Abe.

### Haute conseillère de Donald Trump

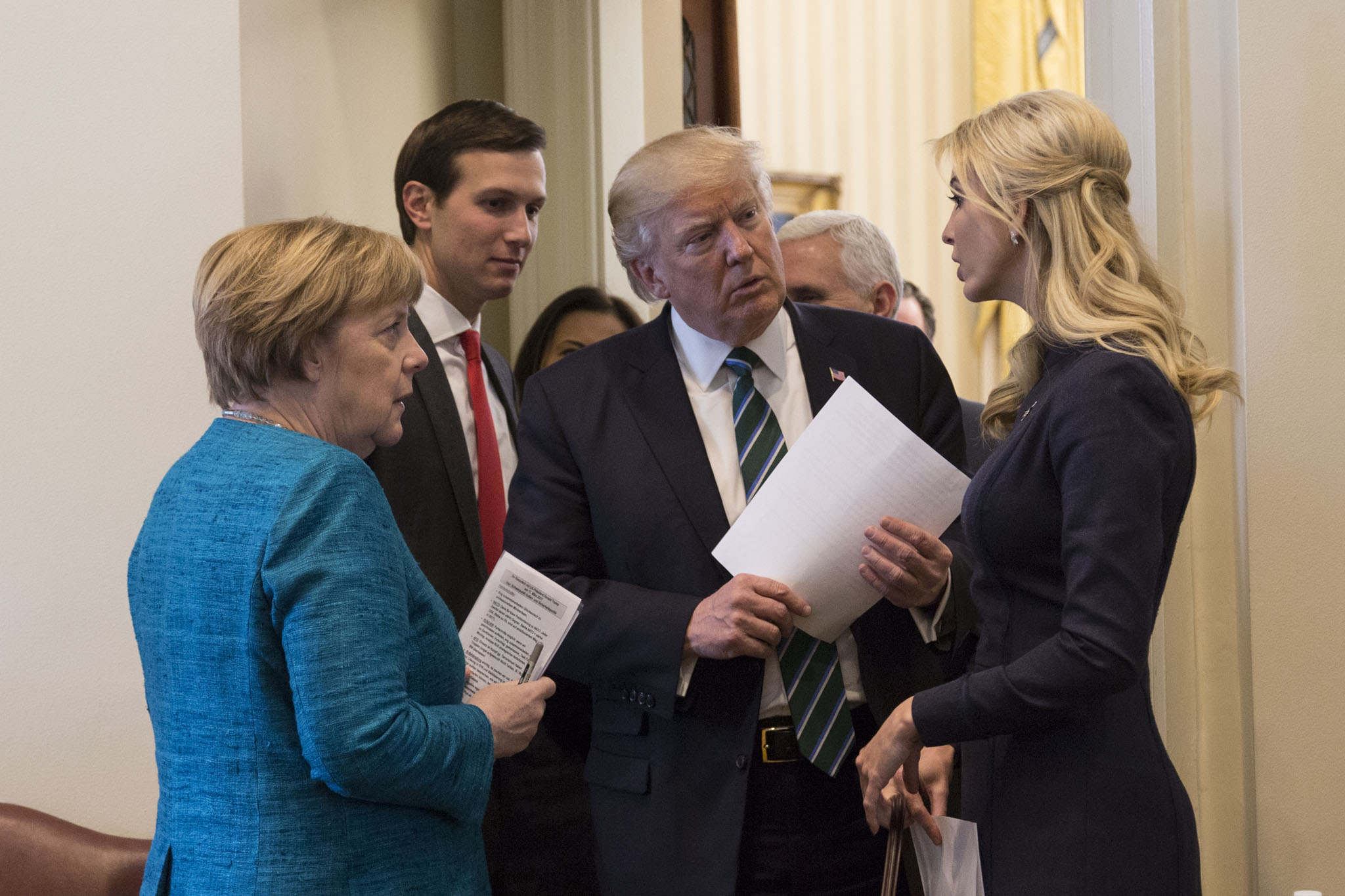
La chancelière fédérale allemande Angela Merkel, Jared Kushner, Donald Trump et sa fille Ivanka en mars 2017.

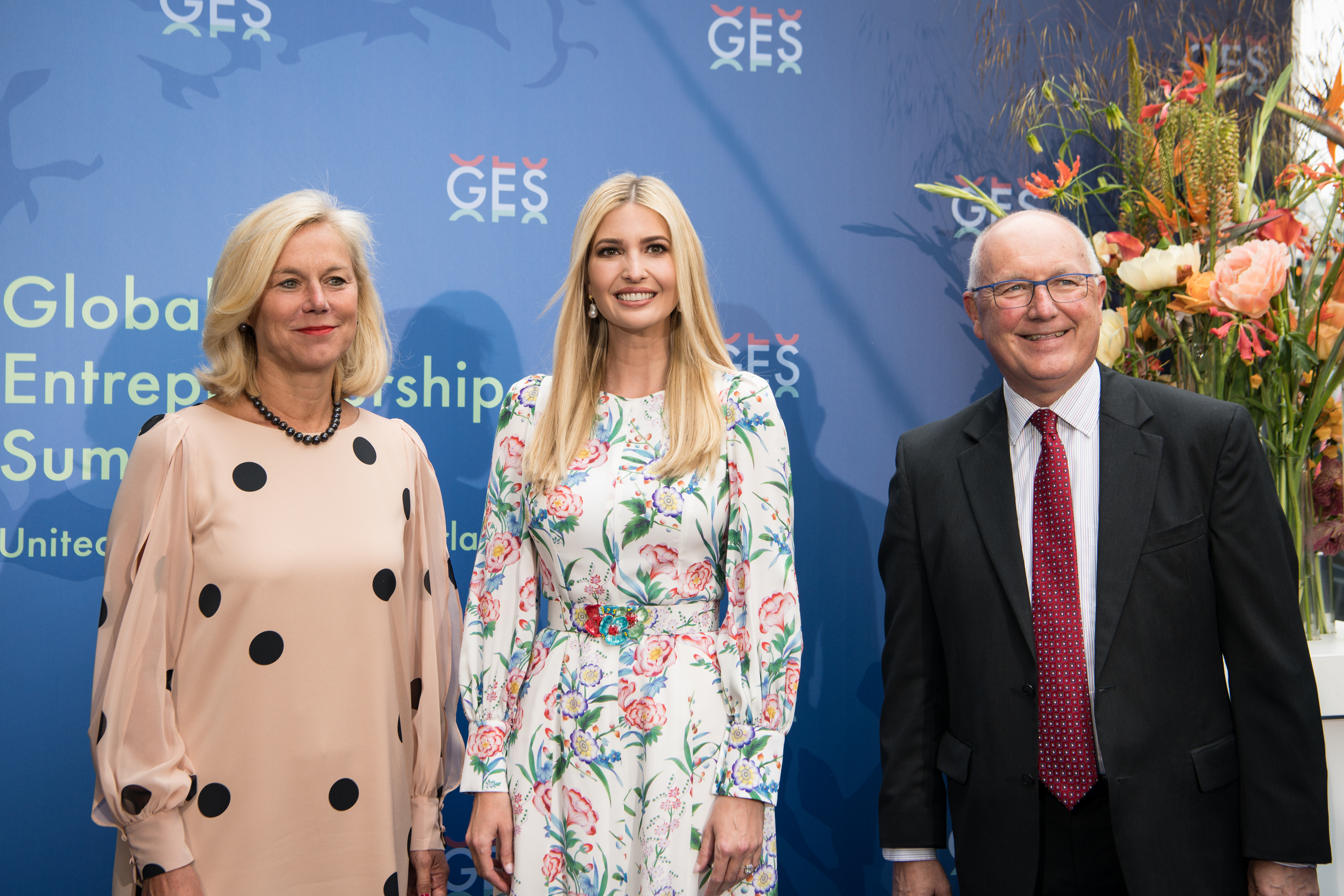
Ivanka Trump, aux côtès de Sigrid Kaag et Peter Hoekstra, en juin 2019 à La Haye.

Travaillant auprès de son père (comme son mari Jared Kushner, conseiller du président), Ivanka dispose d’un bureau dans l’aile Ouest de la Maison-Blanche. Elle s'investit notamment sur l'égalité salariale hommes-femmes, la place des femmes dirigeantes et les créatrices d'entreprises. À l'invitation de la chancelière allemande Angela Merkel, elle effectue son premier déplacement officiel à l'étranger fin avril au sommet Women 20 à Berlin. En mai-juin 2017, elle plaide, en vain, auprès de son père pour que les États-Unis ne quittent pas l'accord de Paris sur le climat. Depuis le début de la présidence, elle fait partie, avec son mari Jared Kushner, de l'aile modérée du cabinet du président, « force clé, censée modérer les élans des populistes » auprès du président, comme le conseiller Steve Bannon.
En juillet 2017, elle remplace son père pendant une réunion au sommet du G20 de 2017 ; elle s'est par ailleurs entretenue avec plusieurs dirigeants internationaux. Sa participation à des discussions confidentielles sans compétence en matière diplomatique irrite certains dirigeants internationaux.
Elle organise chez elles des dîners bipartis, avec des élus républicains et démocrates. Son influence amène certains commentateurs à voir en elle la « seule Première dame des États-Unis », par rapport à sa belle-mère Melania Trump, beaucoup moins présente,. Début 2018, elle conduit la délégation américaine à la cérémonie de clôture des Jeux olympiques d'hiver en Corée du Sud et assiste en mai à l'inauguration de l'ambassade des États-Unis à Jérusalem avec son mari. Son influence auprès du président est cependant jugée moins importante qu'un an plus tôt. Après une courte période de disgrâce présidentielle, elle se mobilise particulièrement pour convaincre le président de s'opposer à la séparation des familles de migrants sud-américains. En février 2019, elle convainc son père de faire adopter par les États-Unis la Women's Global Development and Prosperity (WGDP), une initiative qui lutte en faveur de l'autonomie financière et de l'émancipation des femmes dans les pays pauvres, un projet toutefois jugé modeste.
Début janvier 2021, après l'assaut du Capitole par des partisans de Donald Trump, elle organise dans le Bureau ovale une réunion d'urgence, plaidant pour un appel au calme.

## Publications
- The Trump Card, éd. Touchstone, 13 octobre 2009
- Women who work, éd. Penguin Group, 2 mai 2017